# Khalil Al-Absi
Khalil Al-Absi (ur. 28 maja 2001) – saudyjski piłkarz grający na pozycji napastnika w Al-Hazem oraz młodzieżowej reprezentacji Arabii Saudyjskiej.

## Kariera klubowa
Jest wychowankiem klubu Al-Nassr, a 2 lutego 2020 podpisał profesjonalny kontrakt z seniorską drużyną. W lipcu 2022 został wypożyczony na rok do Al-Tai. 30 lipca 2023 został wypożyczony do Al-Hazem.